# Гольдфельд, Виктор Маркович
Гольдфельд Виктор Маркович (6 января 1894, Елисаветград, Херсонская губерния — 19 декабря 1982) — советский скрипач и педагог. Заслуженный деятель искусств Белорусской ССР (1980). Профессор (1935).

## Биография
Учился в Брюссельской консерватории (1908—1909). Окончил Петроградскую консерваторию (1917, класс Л.Ауэра). В 1917—1941 годах педагог Харьковского музыкально-драматического института по классу скрипки, квартета, камерного ансамбля (с 1935 — профессор). Одновременно был концертмейстером симфонического оркестра, вёл концертную деятельность (выступал в ансамбле вместе с К.Шимановским, Г.Нейгаузом, В.Горовицем). Организатор и 1-й скрипач (1920—1927) Квартета имени Вильома. В 1931 году основал Государственное Трио имени Бетховена, в первоначальный состав которого помимо него входили Н.Б. Ландесман (фортепиано), И.М. Гельфандбейн (виолончель). В 1944—1958 годах профессор и заведующий кафедрой скрипки Киевской консерватории. С 1958 по 1982 годы профессор Белорусской консерватории по классам скрипки и камерного ансамбля.